# Shoofly pie
La shoofly pie (anche riportata con la grafia shoo-fly pie) anche conosciuta come melassich riwwelboi e melassichriwwelkuche, è un dolce statunitense appartenente alla cucina dei Pennsylvania Dutch.

## Storia
Un precursore della shoofly pie è la Jenny Lind cake, inventata intorno alla metà dell'Ottocento e a base di pan di zenzero. Un altro antecedente della shoofly pie fu ideato nel 1876 e prendeva il nome di centennial cake (un nome ispirato al centesimo anniversario della firma della Dichiarazione di Indipendenza a Filadelfia). Pochi anni dopo, negli anni ottanta dello stesso secolo, i fornai modificarono la ricetta della centennial cake aggiungendovi una crosta per permettere a chi la consumava di mangiarla più facilmente senza l'ausilio di piatti e posate. La neonata torta, che fu rinominata shoofly pie, veniva comunemente consumata con una tazza di caffè al mattino. Durante il diciannovesimo secolo, la shoofly pie non veniva preparata usando le uova, motivo per cui veniva mangiata durante l'inverno, periodo dell'anno in cui le galline non deponevano le uova.